# Circus of Doom
Circus of Doom è il sesto album in studio del gruppo heavy metal finlandese Battle Beast. L'album, pubblicato il 21 gennaio 2022 dalla Nuclear Blast, ha debuttato al primo posto della classifica finlandese.

## Tracce
1. Circus of Doom – 4:57 (testo: Elise Widemark – musica: Janne Björkroth)
2. Wings of Light – 4:06 (Eero Sipilä)
3. Master of Illusion – 4:08 (testo: Elise Widemark – musica: Janne Björkroth)
4. Where Angels Fear to Fly – 3:56 (testo: Elise Widemark – musica: Janne Björkroth)
5. Eye of the Storm – 4:26 (Joona Björkroth)
6. Russian Roulette – 4:15 (testo: Elise Widemark – musica: Janne Björkroth)
7. Freedom – 3:43 (Joona Björkroth)
8. The Road to Avalon – 4:29 (testo: Elise Widemark – musica: Janne Björkroth)
9. Armageddon – 3:42 (Joona Björkroth)
10. Place That We Call Home – 3:46 (testo: Eero Sipilä – musica: Eero Sipilä)

## Formazione
- Noora Louhimo – voce
- Eero Sipilä – basso
- Joona Björkroth – chitarra
- Juuso Soinio – chitarra
- Janne Björkroth – tastiera
- Pyry Vikki – batteria, percussioni

## Classifiche
| Classifica (2022) | Posizione massima |
| ----------------- | ----------------- |
| Austria           | 26                |
| Belgio (Vallonia) | 134               |
| Finlandia         | 1                 |
| Germania          | 9                 |
| Spagna            | 100               |
| Svizzera          | 5                 |